# HTC One (E8)
HTC One E8 – smartfon tajwańskiego producenta HTC Corporation.

## Specyfikacja techniczna
One E8 został wyposażony w czterordzeniowy procesor Qualcomm Snapdragon 801 8974AC o taktowaniu 2,5 GHz na rdzeń. Urządzenie posiada 2 GB RAM oraz 16 GB pamięci wewnętrznej, którą można rozszerzyć poprzez kartę pamięci (do 128 GB).

### Wyświetlacz
One E8 posiada ekran o przekątnej 5 cali o rozdzielczości 1920 × 1080 pikseli, co daje zagęszczenie 441 pikseli na jeden cal wyświetlacza.

### Aparat fotograficzny
Aparat znajdujący się w telefonie ma 13 Mpix. Przednia kamera ma rozdzielczość 5 Mpx.

### Akumulator
Akumulator litowo-jonowy ma pojemność 2600 mAh.

## Software
One E8 jest seryjnie wyposażony w system Android 4.4 KitKat.